# Dialonké (peuple)
Pour les articles homonymes, voir Jalonké.
Les Dialonké ou Yalunka sont un peuple d'Afrique de l'Ouest, présent notamment en Guinée, en Sierra Leone, au Sénégal et au Mali.

## Histoire
(novembre 2018).
À l'époque de l'empire du Mali, les Dialonkés vivaient sur les plateaux de l'actuel Fouta-Djalon, avec les Peuls "poulis", de religion non-musulmane, arrivés à peu près à la même période que eux, les    Soussous, quelques Coniaguis, Bassaris, Nalus, Malinkés. Ils étaient (agriculteurs tisserands, forgerons, cordonniers, et poteries...) et pratiquaient en paix leur religion traditionnelle. Au XVe siècle, des Peuls venus du Fouta-Toro sénégalais s'installent avec leurs troupeaux de vaches au Fouta-Djalon où ils cohabitent en paix avec les Dialonkés qui dominaient la région.

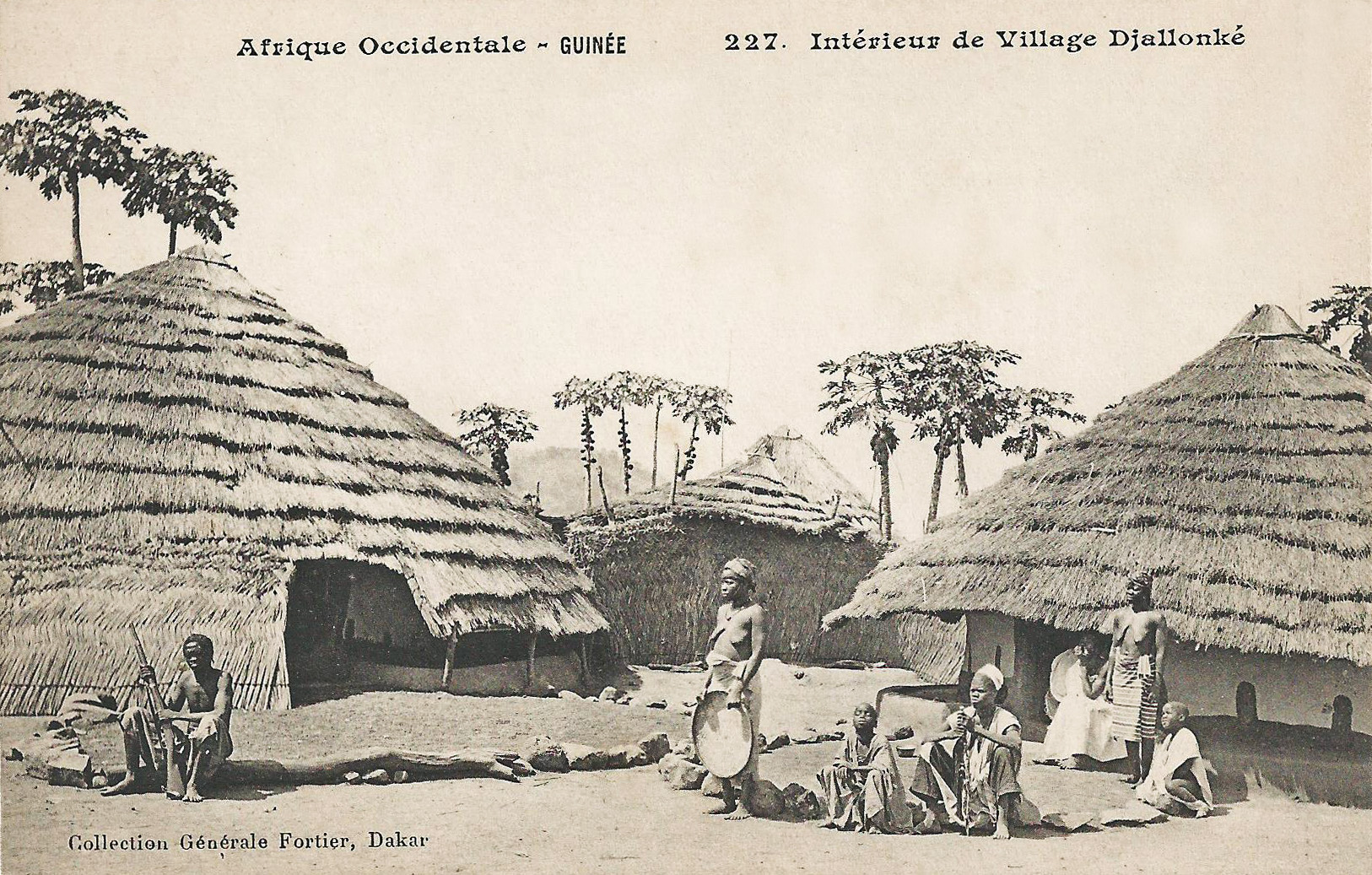
Intérieur de village Dialonké (Guinée).

Au XVIe siècle, Koli Tenguella, dans sa remontée guerrière vers la vallée du fleuve Sénégal, traverse le Fouta-Djalon et incorpore dans son armée de nombreux mandingues dialonkés. Au XVIIe siècle, une deuxième vague peul venue à la fois du Fouta-Toro et du Macina au Mali, arrive au Fouta-Djalon par petites vagues successives. Contrairement à ceux de la première vague, ces peuls sont musulmans et ont des ambitions guerrières. Ils mènent contre les Dialonkés de nombreux raids, djihads, dans le but de leur imposer l'islam. Les Dialonkés qui résistent à leurs attaques pendant un bon moment finissent par être vaincus, et bon nombre d'entre eux quittent les plateaux du Fouta-Djalon pour s'installer vers le littoral, où vivaient d'autres peuples, les Toma, les Baga et quelques Malinkés. Les Soussous quittent aussi le Fouta-Djalon pour le littoral où ils fondent plusieurs puissants royaumes. Pour les Dialonkés qui restent au Fouta-Djalon, certains se sont convertis à l'islam. Ceux qui ont refusé ont été réduits en captifs par les Peuls qui règnent désormais sur la région.
Aujourd'hui les Dialonkés pratiquent encore quelques rites anciens qu'ils ont conservés et sont presque tous musulmans. Étant mandingues, ils portent des patronymes tels que Cissé, Camara, Touré, Doucouré, Souaré, Soumaré, Diakité, Soumah, etc. Mais en raison des brassages ethniques avec les Baga, les Nalou, les Toma et les Peuls, les Dialonkés portent aussi d'autres patronymes.
La hiérarchie sociale est la même que pour la plupart des ethnies mandingues, avec la noblesse, les artisans castés, les griots et autrefois les captifs. Il y a aussi les sociétés secrètes de chasseurs, et ceux maîtrisant les pouvoirs mystiques. Comme toutes les ethnies africaines, les Dialonkés pratiquent le culte des ancêtres.

## Langue
Ils parlent le jalonké, une langue mandée.

## Patronymes
Certains noms de famille Dialonké sont :
- Keita
- Keira
- Samoura
- Camara
- Diawara ou Jawara
- Niakhasso
- Soumah
- Bangoura
- kanté
- Sylla
- Danfaga

## Personnalités notables
- Katy Gouly, musicienne guinéenne
- Tibou Kamara, homme politique guinéen
- Oumar Kalabane, footballeur guinéen
- Alpha Ibrahima Keira, homme politique guinéen
- Fodéba Isto Keira, ministre guinéen
- Karim Keira, homme politique guinéen
- Balla Samoura, officier militaire guinéen
- Sorious Samura (en), journaliste sierra léonais
- Manga Sewa était un grand chef Yalunka du nord de la Sierra Leone
- Soumba Toumany était un chasseur d'éléphants Yalunka et fondateur du royaume de Dubréka
- Mata Vieux, musicien guinéen